# 26177 Fabiodolfi
26177 Fabiodolfi este un asteroid din centura principală, descoperit pe 12 aprilie 1996, de Luciano Tesi și Andrea Boattini.